# ピッコロトランペット
ピッコロトランペット（英: piccolo trumpet）は、トランペットの一種。19世紀末に、主にバロック期の曲を演奏するために考案された。バッハやヘンデルの祝典的な宗教音楽に良く用いられるのでバッハ・トランペット（英：Bach trumpet）とも呼ばれる。また、小トランペット（英：small trumpet）などとも呼ばれる。
C管、B♭管、A管、G管、F管、E♭管、D管などがある。バロック期によく用いられたニ長調の楽曲の演奏にはA管で対応することが多い。トランペットにオプションパーツの組み合わせで調子が変えられるようになっている。バルブにはロータリー式とピストン式の2つがある。低音域を補うために4本バルブの楽器が多い。
この楽器は、近代・現代の楽曲にも用いられる。
例えばラヴェルの『ボレロ』や、ストラヴィンスキーの『春の祭典』では、高音部の演奏に使われるほか、
特に高音域の演奏が頻出する楽曲では、たとえ譜面に明示されていなくとも、奏者の判断でこの楽器を使用することもある（例：『展覧会の絵』（ラヴェル編曲の管弦楽版）の第6曲「サムエル・ゴールデンベルクとシュムイレ」）。
他にも、リムスキー＝コルサコフはオペラ『ムラダ』でトゥッティの中でもトランペットの高音が目立つよう、一部用いている（このオペラでは、ピッコロトランペットだけでなく、アルトトランペットが使われている）。
また、ビートルズの楽曲「ペニー・レイン」において演奏される間奏ソロは、ピッコロトランペットである。
木管楽器であれば、例えばフルートとピッコロの関係のように、管の長さが半分になれば音域は1オクターブ高くなるが、ピッコロトランペットの場合には通常のトランペットに比べて実用音域はそれほど高音まで拡大するわけではない。
これは、トランペットで演奏可能な最高音は奏者の能力に因ることが多いためで、トランペット奏者がピッコロトランペットを使用する利点は、高音部の倍音が少ないことによるミストーンの回避、短く細い管と小さなベルによって作り出される軽やかな音色の２点にある。

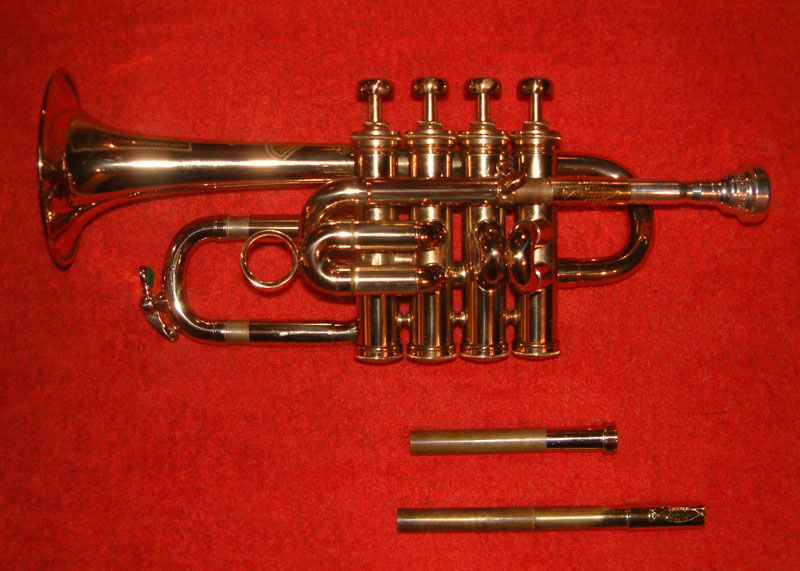
ピッコロ・トランペット。下にあるのは移調用のマウスパイプ

## 主な奏者
クラシック音楽の演奏家一覧#トランペット奏者を参照。
- Maurice André Piccolo trumpet